# 3779 Кіффер
3779 Кіффер (3779 Kieffer) — астероїд головного поясу, відкритий 13 травня 1985 року.
Тіссеранів параметр щодо Юпітера — 3,347.